# Boletín Geológico y Minero
Boletín Geológico y Minero es una revista española de geología, publicada por el Instituto Geológico y Minero de España. Publica artículos científicos sobre todas las ramas de la geología, en español o en inglés, con un resumen amplio en el otro idioma. Tiene su origen en el Boletín de la Comisión del Mapa Geológico de España, que comenzó a publicarse en 1874, y con algunos cambios de nombre se ha publicado de forma prácticamente ininterrumpida acta la fecha.

## Historia
Comenzó a publicarse en 1874, con periodicidad anual, asociada a las Memorias de la Comisión del Mapa Geológico de España. Su origen está en la creación en 1870 de la  Comisión del Mapa Geológico de España y en su remodelación posterior en 1873. 
Mientras que las Memorias deberían contener trabajos completos sobre una provincia, incluyendo un mapa geológico a escala 1ː400.000, el Boletín fue concebido para la publicación de datos preliminares o ampliaciones de Memorias ya publicadas. La suscripción conjunta a ambas series  costaba inicialmente 30 pesetas, y se ofrecían en conjunto unas 600 páginas. Dependiendo del volumen de la Memoria, el resto se publicaba como Boletín.
La periodicidad anual se mantuvo hasta 1900, año en el que se publicó el tomo XXVII, quedando entonces interrumpida  hasta 1906. En 1907 no se publicó, pero entre 1908 y 1925 se publicó normalmente. En 1921  pasó a llamarse Boletín del Instituto Geológico de España, manteniendo la periodicidad de un volumen por año. En 1925 no se publicó, pero se compensó en 1926. En 1927, con el tomo 49, cambió de nuevo el nombre pasando a llamarse  Boletín del Instituto Geológico y Minero de España. El número correspondiente a 1930 se publicó en 1931, y los problemas de la época hicieron que solamente se publicaran ya los tomos de 1933 y 1937.  La publicación se retomó en 1941. En 1967 paso a llamarse Boletín Geológico y Minero, nombre con el que continúa actualmente, dividiéndose el tomo 78 en dos fascículos, y al año siguiente en seis. Desde el año 2001 se publican cuatro números por volumen y año,  algunos monográficos.  

## Algunos artículos notables

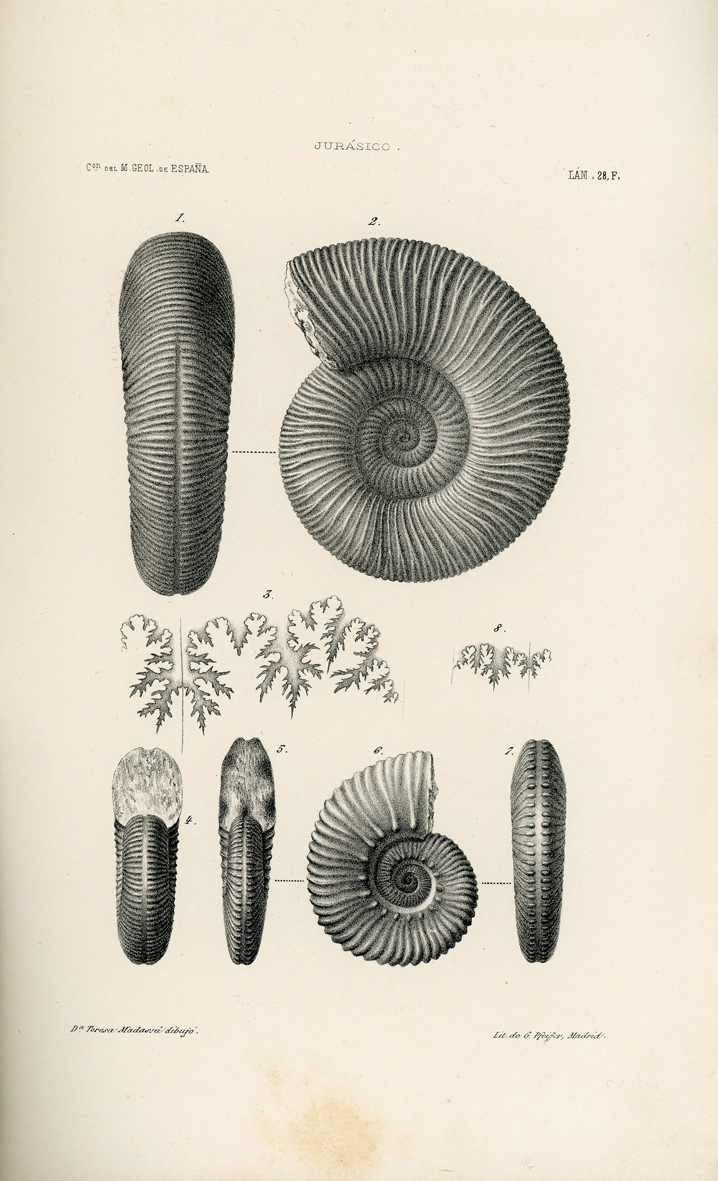
Lámina de Ammonites del Jurásico, publicada en el tomo 7 del Boletín de la Comisión del mapa Geológico de España, dentro de la Sinopsis... de Lucas Mallada

El primer artículo publicado, obra de Manuel Fernández de Castro, fue una revisión muy detallada de la bibliografía existente sobre la geología de España. Entre los trabajos más notables, pueden destacarse, en paleontología, el «Catálogo general de las especies fósiles encontradas en España», de Lucas Mallada, publicado en el volumen 18, correspondiente al año 1891 pero publicado en 1892. En ese catálogo se incluyen 4.058 especies, a partir de una bibliografía de 303 publicaciones, de las que 174 son de autores españoles, y el resto, de extranjeros. El más citado es el francés Édouard de  Verneuil. Previamente, entre 1875 y 1887, el mismo Mallada había ido publicando en el Boletín (volumen 2 a 17) series de láminas de fósiles característicos de los terrenos españoles, desde el Paleozoico al Cretácico inferior dentro de una serie titulada Sinopsis de las especies fósiles que se han  encontrado en España. Por desgracia, se interrumpió la publicación antes de terminar.
Desde el punto de vista minero, es muy importante el trabajo titulado «La Potasa», obra de Agustín Marín y Bertrán de Lis y que ocupa completamente el tomo 48 del Boletín, de 1926, dividido en dos volúmenes, con un total de 770 páginas, más láminas. Previamente, este mismo autor, junto con César Marín, había publicado en 1913 un primer trabajo sobre el tema, que despertó gran interés, publicándose de forma separada en alemán.